# Rajd Wielkiej Brytanii 1974
Rajd Wielkiej Brytanii 1974 (23. Lombard RAC Rally) – 23. Rajd Wielkiej Brytanii rozgrywany w Wielkiej Brytanii w dniach 16-20 listopada. Była to siódma runda Rajdowych Mistrzostw Świata w roku 1974. Rajd został rozegrany na nawierzchni szutrowej. Bazą rajdu było miasto York.

## Zwycięzcy odcinków specjalnych[1]
| Etap          | OS | Godzina | Nazwa            | Długość          | Zwycięzca                           | Czas             | Śred. pręd.      | Lider rajdu   |
| ------------- | -- | ------- | ---------------- | ---------------- | ----------------------------------- | ---------------- | ---------------- | ------------- |
| 1 (16-20 lis) | 1  |         | Bramham          |                  | Hannu Mikkola                       | 2:23             |                  | Hannu Mikkola |
| 1 (16-20 lis) | 2  |         | Harewood         |                  | Hannu Mikkola                       | 2:41             |                  | Hannu Mikkola |
| 1 (16-20 lis) | 3  |         | Esholt           |                  | Sandro Munari                       | 2:52             |                  | Hannu Mikkola |
| 1 (16-20 lis) | 4  |         | Heaton Park      | odcinek odwołany | odcinek odwołany                    | odcinek odwołany | odcinek odwołany | Hannu Mikkola |
| 1 (16-20 lis) | 5  |         | New Brighton     |                  | Sandro Munari                       | 2:05             |                  | Hannu Mikkola |
| 1 (16-20 lis) | 6  |         | Magnum           |                  | Sandro Munari                       | 2:20             |                  | Hannu Mikkola |
| 1 (16-20 lis) | 7  |         | Clocaenog 1      |                  | Stig Blomqvist                      | 4:25             |                  | Sandro Munari |
| 1 (16-20 lis) | 8  |         | Clocaenog 2      |                  | Stig Blomqvist Sandro Munari        | 7:10             |                  | Sandro Munari |
| 1 (16-20 lis) | 9  |         | Clocaenog 3      |                  | Per-Inge Walfridsson                | 7:01             |                  | Sandro Munari |
| 1 (16-20 lis) | 10 |         | Clocaenog 4      |                  | Sandro Munari                       | 4:48             |                  | Sandro Munari |
| 1 (16-20 lis) | 11 |         | Penmachno 1      |                  | Hannu Mikkola Sandro Munari         | 5:10             |                  | Sandro Munari |
| 1 (16-20 lis) | 12 |         | Penmachno 2      |                  | Sandro Munari                       | 7:10             |                  | Sandro Munari |
| 1 (16-20 lis) | 13 |         | Coed-y-Brenin 1  |                  | Timo Mäkinen                        | 9:47             |                  | Sandro Munari |
| 1 (16-20 lis) | 14 |         | Coed-y-Brenin 2  |                  | Björn Waldegård                     | 3:30             |                  | Sandro Munari |
| 1 (16-20 lis) | 15 |         | Dyfi 1           |                  | Stig Blomqvist                      | 12:26            |                  | Sandro Munari |
| 1 (16-20 lis) | 16 |         | Dyfi 2           |                  | Leo Kinnunen                        | 15:44            |                  | Sandro Munari |
| 1 (16-20 lis) | 17 |         | Pantperthog      | odcinek odwołany | odcinek odwołany                    | odcinek odwołany | odcinek odwołany | Sandro Munari |
| 1 (16-20 lis) | 18 |         | Hafren 1         |                  | Pentti Airikkala                    | 6:32             |                  | Timo Mäkinen  |
| 1 (16-20 lis) | 19 |         | Hafren 2         |                  | Stig Blomqvist                      | 11:34            |                  | Timo Mäkinen  |
| 1 (16-20 lis) | 20 |         | Myherin          |                  | Tony Fowkes                         | 4:25             |                  | Timo Mäkinen  |
| 1 (16-20 lis) | 21 |         | Ystwith          |                  | Timo Mäkinen                        | 5:23             |                  | Timo Mäkinen  |
| 1 (16-20 lis) | 22 |         | Llanbed          |                  | Timo Mäkinen Tony Fowkes            | 3:09             |                  | Timo Mäkinen  |
| 1 (16-20 lis) | 23 |         | Brechfa          |                  | Pentti Airikkala                    | 5:14             |                  | Timo Mäkinen  |
| 1 (16-20 lis) | 24 |         | Eppynt 1         |                  | Timo Mäkinen Pentti Airikkala       | 7:08             |                  | Timo Mäkinen  |
| 1 (16-20 lis) | 25 |         | Eppynt 2         |                  | Tony Fowkes                         | 12:27            |                  | Timo Mäkinen  |
| 1 (16-20 lis) | 26 |         | Radnor           |                  | Ove Andersson                       | 6:09             |                  | Timo Mäkinen  |
| 1 (16-20 lis) | 27 |         | Reddings         |                  | Wolfgang Hauck                      | 8:02             |                  | Timo Mäkinen  |
| 1 (16-20 lis) | 28 |         | Sallowvallets    |                  | Ingvar Carlsson Heikki Enomaa       | 4:41             |                  | Timo Mäkinen  |
| 1 (16-20 lis) | 29 |         | Speech House     |                  | Chris Sclater Nigel Rockey          | 3:03             |                  | Timo Mäkinen  |
| 1 (16-20 lis) | 30 |         | Russells         |                  | Nigel Rockey                        | 4:37             |                  | Timo Mäkinen  |
| 1 (16-20 lis) | 31 |         | Donington        | odcinek odwołany | odcinek odwołany                    | odcinek odwołany | odcinek odwołany | Timo Mäkinen  |
| 1 (16-20 lis) | 32 |         | Cirencester      |                  | Nigel Rockey                        | 6:47             |                  | Timo Mäkinen  |
| 1 (16-20 lis) | 33 |         | Three Counties   |                  | Timo Mäkinen                        | 2:11             |                  | Timo Mäkinen  |
| 1 (16-20 lis) | 34 |         | Sutton Park      |                  | Walter Röhrl                        | 5:36             |                  | Timo Mäkinen  |
| 1 (16-20 lis) | 35 |         | Blidworth        |                  | Chris Sclater                       | 2:01             |                  | Timo Mäkinen  |
| 1 (16-20 lis) | 36 |         | Clipstone 1      |                  | Stig Blomqvist                      | 2:31             |                  | Timo Mäkinen  |
| 1 (16-20 lis) | 37 |         | Clipstone 2      |                  | Stig Blomqvist                      | 2:24             |                  | Timo Mäkinen  |
| 1 (16-20 lis) | 38 |         | Clipstone 3      |                  | Stig Blomqvist                      | 2:10             |                  | Timo Mäkinen  |
| 1 (16-20 lis) | 39 |         | Gorfor           |                  | Sandro Munari                       | 8:53             |                  | Timo Mäkinen  |
| 1 (16-20 lis) | 40 |         | Kilburn          |                  | Stig Blomqvist                      | 3:09             |                  | Timo Mäkinen  |
| 1 (16-20 lis) | 41 |         | Boltby           |                  | Pentti Airikkala                    | 4:53             |                  | Timo Mäkinen  |
| 1 (16-20 lis) | 42 |         | Ingleby          |                  | Stig Blomqvist Pentti Airikkala     | 3:50             |                  | Timo Mäkinen  |
| 1 (16-20 lis) | 43 |         | Croft            |                  | Sandro Munari                       | 1:42             |                  | Timo Mäkinen  |
| 1 (16-20 lis) | 44 |         | odcinek odwołany | odcinek odwołany | odcinek odwołany                    | odcinek odwołany | odcinek odwołany | Timo Mäkinen  |
| 1 (16-20 lis) | 45 |         | Kielder 1        |                  | Stig Blomqvist                      | 5:16             |                  | Timo Mäkinen  |
| 1 (16-20 lis) | 46 |         | Kielder 2        |                  | Timo Mäkinen                        | 9:41             |                  | Timo Mäkinen  |
| 1 (16-20 lis) | 47 |         | Kielder 3        | odcinek odwołany | odcinek odwołany                    | odcinek odwołany | odcinek odwołany | Timo Mäkinen  |
| 1 (16-20 lis) | 48 |         | Kielder 4        |                  | Roger Clark                         | 5:09             |                  | Timo Mäkinen  |
| 1 (16-20 lis) | 49 |         | Kielder 5        |                  | Timo Mäkinen                        | 6:03             |                  | Timo Mäkinen  |
| 1 (16-20 lis) | 50 |         | Kielder 6        |                  | Roger Clark                         | 5:17             |                  | Timo Mäkinen  |
| 1 (16-20 lis) | 51 |         | Kielder 7        |                  | Roger Clark                         | 5:01             |                  | Timo Mäkinen  |
| 1 (16-20 lis) | 52 |         | Kielder 8        |                  | Roger Clark                         | 5:10             |                  | Timo Mäkinen  |
| 1 (16-20 lis) | 53 |         | Kershope         |                  | Roger Clark                         | 6:29             |                  | Timo Mäkinen  |
| 1 (16-20 lis) | 54 |         | Glengap          |                  | Stig Blomqvist                      | 8:21             |                  | Timo Mäkinen  |
| 1 (16-20 lis) | 55 |         | Bennan           |                  | Timo Mäkinen                        | 6:19             |                  | Timo Mäkinen  |
| 1 (16-20 lis) | 56 |         | Balunton         |                  | Timo Mäkinen                        | 3:09             |                  | Timo Mäkinen  |
| 1 (16-20 lis) | 57 |         | Drumjohn         |                  | Timo Mäkinen                        | 11:01            |                  | Timo Mäkinen  |
| 1 (16-20 lis) | 58 |         | Buchanan         | odcinek odwołany | odcinek odwołany                    | odcinek odwołany | odcinek odwołany | Timo Mäkinen  |
| 1 (16-20 lis) | 59 |         | Loch Ard 1       |                  | Stig Blomqvist                      | 12:22            |                  | Timo Mäkinen  |
| 1 (16-20 lis) | 60 |         | Loch Ard 2       |                  | Stig Blomqvist                      | 3:31             |                  | Timo Mäkinen  |
| 1 (16-20 lis) | 61 |         | Achray           |                  | Stig Blomqvist                      | 6:20             |                  | Timo Mäkinen  |
| 1 (16-20 lis) | 62 |         | Kirk O’Muir      |                  | Nigel Rockey                        | 3:59             |                  | Timo Mäkinen  |
| 1 (16-20 lis) | 63 |         | Devilla          |                  | Timo Mäkinen James Rae Nigel Rockey | 3:58             |                  | Timo Mäkinen  |
| 1 (16-20 lis) | 64 |         | Glentress        |                  | Stig Blomqvist Roger Clark          | 6:36             |                  | Timo Mäkinen  |
| 1 (16-20 lis) | 65 |         | Cardrona         |                  | Per Eklund                          | 7:29             |                  | Timo Mäkinen  |
| 1 (16-20 lis) | 66 |         | Craik            |                  | Stig Blomqvist                      | 8:12             |                  | Timo Mäkinen  |
| 1 (16-20 lis) | 67 |         | Castle O'er      |                  | Murray Grierson                     | 4:35             |                  | Timo Mäkinen  |
| 1 (16-20 lis) | 68 |         | Twiglees         |                  | Stig Blomqvist                      | 9:26             |                  | Timo Mäkinen  |
| 1 (16-20 lis) | 69 |         | Dodd             |                  | Timo Mäkinen                        | 4:19             |                  | Timo Mäkinen  |
| 1 (16-20 lis) | 70 |         | Setmurthy        |                  | Stig Blomqvist                      | 2:44             |                  | Timo Mäkinen  |
| 1 (16-20 lis) | 71 |         | Wythop           |                  | Stig Blomqvist                      | 3:43             |                  | Timo Mäkinen  |
| 1 (16-20 lis) | 72 |         | Whinlatter       |                  | Stig Blomqvist                      | 7:50             |                  | Timo Mäkinen  |
| 1 (16-20 lis) | 73 |         | Ennerdale        |                  | Stig Blomqvist                      | 4:29             |                  | Timo Mäkinen  |
| 1 (16-20 lis) | 74 |         | Dunnerdale       |                  | Timo Mäkinen Sandro Munari          | 3:30             |                  | Timo Mäkinen  |
| 1 (16-20 lis) | 75 |         | Grizedale        |                  | Stig Blomqvist                      | 9:14             |                  | Timo Mäkinen  |
| 1 (16-20 lis) | 76 |         | Cropton          |                  | Stig Blomqvist                      | 12:32            |                  | Timo Mäkinen  |
| 1 (16-20 lis) | 77 |         | Pickering        |                  | Sandro Munari                       | 7:29             |                  | Timo Mäkinen  |
| 1 (16-20 lis) | 78 |         | Dalby South      |                  | Stig Blomqvist                      | 18:07            |                  | Timo Mäkinen  |
| 1 (16-20 lis) | 79 |         | Dalby North      |                  | Stig Blomqvist                      | 5:01             |                  | Timo Mäkinen  |
| 1 (16-20 lis) | 80 |         | Staindale        |                  | Stig Blomqvist                      | 8:15             |                  | Timo Mäkinen  |
| 1 (16-20 lis) | 81 |         | Bickley          |                  | Timo Mäkinen                        | 6:31             |                  | Timo Mäkinen  |
| 1 (16-20 lis) | 82 |         | Langdale         |                  | Stig Blomqvist                      | 8:01             |                  | Timo Mäkinen  |
| 1 (16-20 lis) | 83 |         | Broxa            |                  | Roger Clark                         | 4:41             |                  | Timo Mäkinen  |
| 1 (16-20 lis) | 84 |         | Wykeham          |                  | Sandro Munari                       | 2:55             |                  | Timo Mäkinen  |

- Uwaga: Długość i nazwa 44 OS-u jest nieznana.

## Wyniki[2]
| Msc. | Kierowca             | Pilot            | Samochód           | Czas    | Strata | Punkty |
| ---- | -------------------- | ---------------- | ------------------ | ------- | ------ | ------ |
| 1    | Timo Mäkinen         | Henry Liddon     | Ford Escort RS1600 | 8:02.39 | 0.0    | 20     |
| 2.   | Stig Blomqvist       | Hans Sylvan      | Saab 96 V4         | 8:04.19 | +1.40  | 15     |
| 3.   | Sandro Munari        | Piero Sodano     | Lancia Stratos HF  | 8:11.55 | +9.16  | 12     |
| 4.   | Björn Waldegård      | Hans Thorszelius | Toyota Corolla     | 8:13.54 | +11.15 | 10     |
| 5.   | Walter Röhrl         | Jochen Berger    | Opel Ascona        | 8:15.52 | +13.13 | 8      |
| 6.   | Per-Inge Walfridsson | John Jensen      | Volvo 142          | 8:16.09 | +13.30 | 6      |
| 7.   | Roger Clark          | Tony Mason       | Ford Escort RS1600 | 8:19.06 | +16.27 |        |
| 8.   | Billy Coleman        | Dan O’Sullivan   | Ford Escort RS1600 | 8:20.29 | +17.50 |        |
| 9.   | Chris Sclater        | Martin Holmes    | Datsun Violet      | 8:21.56 | +19.17 | 2      |
| 10.  | Simo Lampinen        | Sölve Andreasson | Lancia Beta Coupé  | 8:21.57 | +19.18 |        |

## Klasyfikacja producentów po 6 rundach
| Lp | Producent | Pkt. |
| -- | --------- | ---- |
| 1  | Lancia    | 74   |
| 2  | Fiat      | 63   |
| 3  | Ford      | 54   |
| 4  | Toyota    | 32   |
| 5  | Datsun    | 28   |

- Uwaga: Tabela obejmuje tylko pięć pierwszych miejsc.